# Севастьянов, Иван Александрович
Иван Александрович Севастьянов (1 января 1900, Шимск, Новгородская губерния — 10 декабря 1974, Саратов) — советский военный деятель, генерал-майор (1943 год).

## Биография
Иван Александрович Севастьянов родился 1 января 1900 года в Шимске (ныне — Новгородской области).

### Гражданская война
В марте 1918 года был призван в ряды РККА и направлен в Невельский отряд Западного участка отрядов завесы. В ноябре того же года был назначен на должность командира взвода в 153-м стрелковом полку (17-я стрелковая дивизия), после чего принимал участие в боевых действиях на двинском, полоцком и виленском направлениях, затем — против войск под командованием С. Петлюры в районах городов Пинск, Коростень и Сарны, а весной 1919 года — вновь в районе Вильно и Молодечно.
В июне 1919 года был направлен на учёбу на 4-е Петроградские командные курсы РККА, после окончания которых в ноябре того же года вернулся в 153-й стрелковый полк, где служил на должностях командира стрелкового взвода, помощника начальника и начальника команды полковой разведки, командира роты. В составе полка Севастьянов принимал участие в боевых действиях в ходе советско-польской войны.
В октябре 1919 года был назначен на должность адъютанта 2-го отдельного кавалерийского полка (2-я особая армия Республики), в декабре — на должность командира отдельного дивизиона особого назначения, а в мае 1921 года — на должность командира батальона 501-го стрелкового полка (56-я стрелковая дивизия).

### Межвоенное время
В августе 1921 года был направлен на учёбу в Высшую тактико-стрелковую школу комсостава РККА имени III Коминтерна, после окончания которой в июне 1922 года был назначен на должность командира батальона 20-го стрелкового Туркестанского полка (7-я стрелковая бригада, Туркестанский фронт), в ноябре — на должность командира учебного запасного батальона Бухарской группы войск, а в июне 1923 года — на должность командира батальона в 10-м Туркестанском стрелковом полку (4-я стрелковая дивизия). Находясь на этих должностях, принимал участие в боевых действиях против басмачества.
В декабре 1923 года был назначен на должность командира батальона в 243-м стрелковом полку (81-я стрелковая дивизия), а в январе 1930 года — на должность командира 6-го отдельного батальона (3-й отдельный стрелковый полк).
В мае 1931 года был направлен на учёбу в Военную академию имени М. В. Фрунзе, после окончания которой в мае 1934 года был назначен на должность начальника 1-го отдела штаба 81-й стрелковой дивизии (16-й стрелковый корпус), в июне 1936 года — на должность помощника начальника отделения 1-го отдела Генштаба РККА, в июле 1937 года — на должность начальника штаба 22-й стрелковой дивизии (ОКДВА), в октябре 1938 года — на должность преподавателя кафедры общей тактики Военной академии имени М. В. Фрунзе, а в июле 1940 года — на должность начальника штаба 106-й стрелковой дивизии.

### Великая Отечественная война
С началом войны находился на прежней должности. Дивизия выполняла задачи по обороне Крыма.
В ноябре 1941 года был назначен на должность командира 156-й стрелковой дивизии, занимавшей оборону на Таманском полуострове, а в декабре того же года — на должность командира 276-й стрелковой дивизии, которая принимала участие в оборонительных боевых действиях на Ак-Монайских позициях. В апреле 1942 года дивизия участвовала в ходе неудачного прорыва обороны противника севернее Феодосии в Крыму, однако вскоре была вынуждена отступить к Керчи и эвакуироваться на Таманский полуостров. С 20 мая дивизия была находилась в Тихорецке, а затем передислоцирована в Махачкалу. В июне дивизия занималась оборудованием оборонительных позиций на участке от устья Терека до Гудермеса.
В июле 1942 года был назначен на должность заместителя командира 1-го стрелкового корпуса, который вёл оборонительные боевые действия на побережье Чёрного моря на участке Суворовская — Лазаревское.
В августе того же года назначен на должность командира сформированной 276-й стрелковой дивизии 2-го формирования, а в сентябре — на должность командира 10-го гвардейского стрелкового корпуса. В составе Северной группы войск Закавказского фронта корпус вёл оборонительные боевые действия на грозненском направлении. В начале ноября корпус начал наступательные боевые действия в районе с. Гизель против 1-й танковой группы противника, однако прорвать оборону не смог, вследствие чего полковник Севастьянов был отстранён от занимаемой должности и назначен командиром 276-й стрелковой дивизии 2-го формирования, которая вела оборонительные боевые действия в горах и на участке Заманкул — Дор Кой в Северной Осетии. В январе 1943 года дивизия перешла в наступление и принимала участие в боевых действиях по освобождению городов Баксан, Пятигорск, Ессентуки, Ставрополь, Тихорецк и Ейск, за что Севастьянов был награждён орденом Красного Знамени. В сентябре 1943 года дивизия участвовала в ходе Новороссийско-Таманской наступательной операции. За отличие в боевых действиях при освобождении города Темрюк дивизии было присвоено почётное наименование «Темрюкская», а полковник Севастьянов награждён вторым орденом Красного Знамени.
В феврале 1944 года был назначен на должность командира 280-й стрелковой дивизии, которая принимала участие в боевых действиях в ходе Проскуровско-Черновицкой наступательной операции, а также в освобождении городов Хоростков, Чортков и Монастыриска.
12 июля 1944 года назначен заместителем командира 36-го стрелкового корпуса. В составе 31-й армии 3-го Белорусского фронта участвовал с ним в боях на заключительном этапе Белорусской наступательной операции, на подступах к границам Восточной Пруссии на гумбинненском направлении. За успешный прорыв обороны противника на реке Неман корпусу было присвоено почетное наименование «Неманский», и он был награжден орденом Красного Знамени. С 8 по 24 ноября Севастьянов временно командовал 220-й стрелковой Оршанской Краснознаменной дивизией, затем возвратился к исполнению прямых обязанностей зам. командира 36-го стрелкового Неманского Краснознаменного корпуса. С января 1945 года его части успешно действовали в Восточно-Прусской наступательной операции. В апреле корпус находился в резерве Ставки ВГК, затем в составе 31-й армии 1-го Украинского фронта участвовал в Пражской стратегической наступательной операции.

### Послевоенная карьера
В августе 1945 года был назначен на должность начальника Управления боевой и физической подготовки штаба Львовского военного округа, в июле 1946 года — на должность заместителя начальника Управления всевобуча Главного штаба Сухопутных войск, а в марте 1948 года был прикомандирован к Военной академии имени М. В. Фрунзе для использования на преподавательской работе.
В мае 1949 года был направлен на учёбу на высшие академические курсы при Высшей военной академии имени К. Е. Ворошилова, после окончания которых в июне 1950 года был назначен на должность начальника Управления боевой и физической подготовки штаба Закавказского военного округа. С августа 1950 года находился в распоряжении Главного управления кадров Советской Армии и в марте 1951 года был назначен на должность заместителя командира 123-го стрелкового корпуса. В ноябре 1952 года был освобождён от должности и зачислен в распоряжение командующего войсками Приволжского военного округа.
Генерал-майор Иван Александрович Севастьянов в июле 1953 года был уволен в запас. Умер 10 декабря 1974 года в Саратове.

## Награды
- Орден Ленина;
- Четыре ордена Красного Знамени;
- Орден Суворова 2 степени;
- Медали.